# Hybrid Assistive Limb

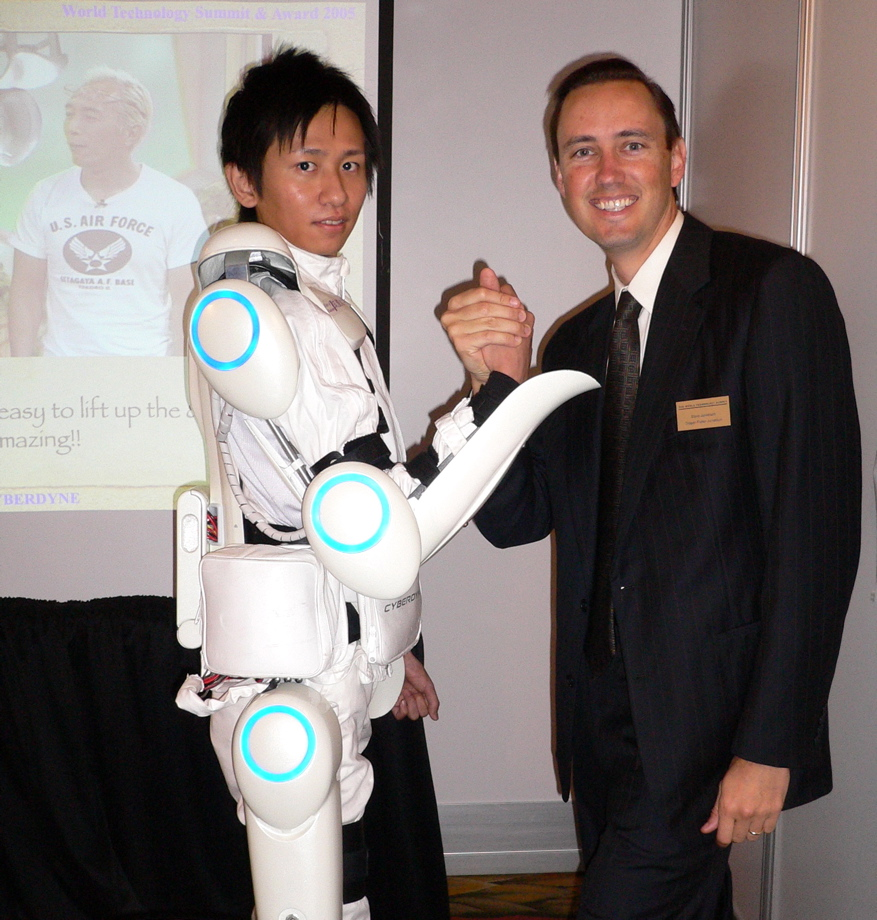
Armbrottning

Hybrid Assistive Limb är ett motoriserat artificiellt exoskelett vars avsikt är att hjälpa människor att lyfta tyngre bördor. Uppfinnaren är nu framme vid 5:e versionen av sin skapelse som därför bär namnet HAL 5.